# 57. Palio Città della Quercia
Das 57. Palio Città della Quercia war eine Leichtathletik-Veranstaltung, die am 31. August 2021 im Stadio Quercia im norditalienischen Rovereto im Trentino stattfand. Die Veranstaltung war Teil der World Athletics Continental Tour und zählte zu den Silber-Meetings, der zweithöchsten Kategorie dieser Leichtathletik-Serie. Der Speerwurfbewerb der Frauen wurde als Teil der Diamond League ausgetragen.

## Resultate

### Männer

#### 100 m
| Platz | Athlet         | Land | Zeit (s) |
| ----- | -------------- | ---- | -------- |
| 1     | Marvin Bracy   | USA  | 09,98 MR |
| 2     | Jerome Blake   | CAN  | 10,16    |
| 3     | Julian Forte   | JAM  | 10,19    |
| 4     | Rohan Browning | AUS  | 10,25    |
| 5     | Cejhae Greene  | ATG  | 10,37    |
| 6     | Mike Rodgers   | USA  | 10,43    |
| 7     | Nigel Ellis    | JAM  | 10,48    |
| 8     | Arthur Cissé   | CIV  | 10,54    |

Wind: +0,2 m/s

#### 400 m
| Platz | Athlet           | Land | Zeit (s) |
| ----- | ---------------- | ---- | -------- |
| 1     | Michael Cherry   | USA  | 44,55 MR |
| 2     | Isaac Makwala    | BOT  | 45,02    |
| 3     | Deon Lendore     | TTO  | 45,19    |
| 4     | Manuel Sanders   | GER  | 45,94    |
| 5     | Rasmus Mägi      | EST  | 46,00    |
| 6     | Edoardo Scottia  | ITA  | 46,14    |
| 7     | Vladimir Aceti   | ITA  | 46,40    |
| 8     | Rusheen McDonald | JAM  | 46,50    |

#### 800 m
| Platz         | Athlet            | Land | Zeit (min) |
| ------------- | ----------------- | ---- | ---------- |
| 1             | Cătălin Tecuceanu | ROU  | 1:45,19    |
| 2             | Elliot Giles      | GBR  | 1:45,58    |
| 3             | Jake Wightman     | GBR  | 1:46,00    |
| 4             | Cornelius Tuwei   | KEN  | 1:46,25    |
| 5             | Eliott Crestan    | BEL  | 1:46,31    |
| 6             | Erik Sowinski     | USA  | 1:46,83    |
| 7             | Wesley Vázquez    | PUR  | 1:47,57    |
| 8             | Collins Kipruto   | KEN  | 1:48,81    |
| 9             | Oliver Dustin     | GBR  | 1:50,28    |
| 10            | Simone Barontini  | PUR  | 1:53,44    |
|               | Aurèle Vandeputte | BEL  | DNF        |
| Daniel Rowden | GBR               | DNS  |            |

#### 3000 m
| Platz            | Athlet              | Land | Zeit (min)    |
| ---------------- | ------------------- | ---- | ------------- |
| 1                | Elzan Bibić         | SRB  | 7:39,45 MR NR |
| 2                | Abdalaati Iguider   | MAR  | 7:41,75       |
| 3                | George Beamish      | NZL  | 7:42,39       |
| 4                | Yemaneberhan Crippa | ITA  | 7:42,81       |
| 5                | Egide Ntakarutimana | BDI  | 7:43,94       |
| 6                | Suldan Hassan       | SWE  | 7:44,53       |
| 7                | Dinkalem Ayele      | ETH  | 7:45,33       |
| 8                | Pietro Riva         | ITA  | 7:45,64       |
| 9                | Yassin Bouih        | ITA  | 7:52,62       |
| 10               | Matthew Ramsden     | AUS  | 7:55,36       |
| 11               | Luca Noti           | SUI  | 7:56,93       |
| 12               | Giovanni Gatto      | ITA  | 8:00,64       |
|                  | David Nikolli       | ALB  | DNF           |
| Mohamed Zerrad   | ITA                 | DNF  |               |
| Mohamed Tindouft | MAR                 | DNF  |               |

#### 110 m Hürden
| Platz | Athlet                | Land | Zeit (s) |
| ----- | --------------------- | ---- | -------- |
| 1     | Ronald Levy           | JAM  | 13,37    |
| 2     | Michael Dickson       | USA  | 13,50    |
| 3     | Valdó Szűcs           | HUN  | 13,65    |
| 4     | David King            | GBR  | 13,74    |
| 5     | Hassane Fofana        | ITA  | 13,95    |
| 6     | Antonio Alkana        | RSA  | 14,12    |
| 7     | Giuseppe Mattia Filpi | ITA  | 14,29    |
| 8     | Bálint Szeles         | HUN  | 14,34    |

Wind: +0,1 m/s

#### Hochsprung
| Platz | Athlet             | Land | Höhe (m) |
| ----- | ------------------ | ---- | -------- |
| 1     | Shelby McEwen      | USA  | 2,28     |
| 2     | Gianmarco Tamberi  | ITA  | 2,25     |
| 3     | Bohdan Bondarenko  | UKR  | 2,22     |
| 4     | Andrej Tschuryla   | BLR  | 2,22     |
| 5     | Dsmitryj Nabokau   | BLR  | 2,19     |
| 6     | Oleh Doroschtschuk | UKR  | 2,19     |
| 7     | Ryō Satō           | JPN  | 2,15     |
| 7     | Darryl Sullivan    | USA  | 2,15     |
| 9     | Thomas Carmoy      | BEL  | 2,15     |
| 10    | Edgar Rivera       | MEX  | 2,15     |
| 11    | Donald Thomas      | BAH  | 2,15     |
| 12    | Silvano Chesani    | ITA  | 2,10     |

#### Weitsprung
| Platz | Athlet                | Land | Weite (m) |
| ----- | --------------------- | ---- | --------- |
| 1     | Steffin McCarter      | USA  | 7,90      |
| 2     | Alex Farquharson      | GBR  | 7,79      |
| 3     | Benjamin Gföhler      | SUI  | 7,73      |
| 4     | Radek Juška           | CZE  | 7,66      |
| 5     | Ruswahl Samaai        | RSA  | 7,66      |
| 6     | Emiliano Lasa         | URU  | 7,53      |
| 7     | Marko Čeko            | CRO  | 7,50      |
| 8     | Mohamed Reda Chahboun | ITA  | 7,45      |
| 9     | Artjom Primak         | ANA  | 7,43      |
| 10    | Antonino Trio         | ITA  | 7,40      |
| 11    | Carlo Santacá         | ITA  | 6,99      |

#### Kugelstoßen
| Platz | Athlet                | Land | Weite (m) |
| ----- | --------------------- | ---- | --------- |
| 1     | Zane Weir             | ITA  | 21,32 MR  |
| 2     | Jacko Gill            | NZL  | 21,20     |
| 3     | Josh Awotunde         | USA  | 20,59     |
| 4     | Leonardo Fabbri       | ITA  | 20,06     |
| 5     | O’Dayne Richards      | JAM  | 19,69     |
| 6     | Riccardo Ferrara      | ITA  | 18,70     |
| 7     | Sebastiano Bianchetti | ITA  | 18,64     |

### Frauen

#### 100 m
| Platz | Athlet              | Land | Zeit (s) |
| ----- | ------------------- | ---- | -------- |
| 1     | Michelle-Lee Ahye   | TTO  | 11,20    |
| 2     | Candace Hill        | USA  | 11,21    |
| 3     | Kayla White         | USA  | 11,24    |
| 4     | Alexandra Burghardt | GER  | 11,25    |
| 5     | Natasha Morrison    | JAM  | 11,26    |
| 6     | Dezerea Bryant      | USA  | 11,35    |
| 7     | Gloria Hooper       | ITA  | 11,55    |
| 8     | Anthonique Strachan | BAH  | 11,57    |

Wind: +0,8 m/s

#### 400 m
| Platz | Athlet            | Land | Zeit (s) |
| ----- | ----------------- | ---- | -------- |
| 1     | Polina Miller     | ANA  | 51,21    |
| 2     | Junelle Bromfield | JAM  | 51,49    |
| 3     | Kaylin Whitney    | USA  | 51,78    |
| 4     | Corinna Schwab    | GER  | 51,90    |
| 5     | Cara Nnenya Haile | USA  | 52,25    |
| 6     | Susanne Walli     | AUT  | 52,67    |
| 7     | Petra Nardelli    | ITA  | 53,73    |
| 8     | Rebecca Borga     | ITA  | 55,25    |

#### 800 m
| Platz | Athlet                       | Land | Zeit (min) |
| ----- | ---------------------------- | ---- | ---------- |
| 1     | Mary Moraa                   | KEN  | 2:00,40    |
| 2     | Déborah Rodríguez            | URU  | 2:00,50    |
| 3     | Chanelle Price               | USA  | 2:00,89    |
| 4     | Catriona Bisset              | AUS  | 2:01,03    |
| 5     | Hedda Hynne                  | NOR  | 2:01,05    |
| 6     | Katharina Trost              | GER  | 2:01,31    |
| 7     | Elena Bellò                  | ITA  | 2:01,44    |
| 8     | Linden Hall                  | AUS  | 2:01,45    |
| 9     | Eloisa Coiro                 | ITA  | 2:02,02    |
| 10    | Noélie Yarigo                | BEN  | 2:04,73    |
|       | Serena Troiani (Pacemakerin) | ITA  | DNF        |

#### 3000 m
| Platz                          | Athlet                    | Land | Zeit (min) |
| ------------------------------ | ------------------------- | ---- | ---------- |
| 1                              | Swetlana Aplatschkina     | ANA  | 8:39,95 MR |
| 2                              | Elena Burkard             | GER  | 8:40,46    |
| 3                              | Mercy Cherono             | KEN  | 8:40,76    |
| 4                              | Danielle Jones            | USA  | 8:41,01    |
| 5                              | Klara Lukan               | SVN  | 8:51,41    |
| 6                              | Sarah Healy               | IRL  | 8:52,63    |
| 7                              | Lili Anna Tóth            | HUN  | 8:53,62    |
| 8                              | Diana Mezuliáníková       | CZE  | 8:53,72    |
| 9                              | Natalija Strebkowa        | UKR  | 8:53,72    |
| 10                             | Elisa Bortoli             | ITA  | 8:55,35    |
| 11                             | Roisin Flanagan           | IRL  | 8:57,79    |
| 12                             | Eilish Flanagan           | IRL  | 8:58,46    |
| 13                             | Lea Meyer                 | GER  | 9:02,25    |
| 14                             | Lucy Mawia                | KEN  | 9:07,61    |
|                                | Eva Cherono (Pacemakerin) | ITA  | DNF        |
| Andrea Seccafien (Pacemakerin) | CAN                       | DNF  |            |

#### 100 m Hürden
| Platz | Athlet            | Land | Zeit (s) |
| ----- | ----------------- | ---- | -------- |
| 1     | Klaudia Siciarz   | POL  | 12,95    |
| 2     | Cindy Sember      | GBR  | 12,96    |
| 3     | Taliyah Brooks    | USA  | 13,01    |
| 4     | Payton Chadwick   | USA  | 13,02    |
| 5     | Liz Clay          | AUS  | 13,07    |
| 6     | Sarah Lavin       | IRL  | 13,15    |
| 7     | TeJyrica Robinson | USA  | 13,42    |
| 8     | Elisa Di Lazzaro  | ITA  | 13,62    |

Wind: −0,2 m/s

#### Dreisprung
| Platz | Athletin           | Land | Weite (m) |
| ----- | ------------------ | ---- | --------- |
| 1     | Thea LaFond        | DMA  | 14,33     |
| 2     | Hanna Minenko      | ISR  | 14,25     |
| 3     | Liadagmis Povea    | CUB  | 14,01     |
| 4     | Neja Filipič       | SVN  | 13,89     |
| 5     | Ottavia Cestonaro  | ITA  | 13,28     |
| 6     | Francesca Lanciano | ITA  | 13,11     |
| 7     | Greta Brugnolo     | ITA  | 12,96     |
| 8     | Veronica Zanon     | ITA  | 12,74     |

#### Speerwurf
| Platz | Athletin               | Land | Weite (m) |
| ----- | ---------------------- | ---- | --------- |
| 1     | Christin Hussong       | GER  | 66,06     |
| 2     | Līna Mūze              | LAT  | 63,42     |
| 3     | Nikola Ogrodníková     | CZE  | 60,87     |
| 4     | Kelsey-Lee Barber      | AUS  | 60,72     |
| 5     | Maggie Malone          | USA  | 60,25     |
| 6     | Barbora Špotáková      | CZE  | 59,59     |
| 7     | Liveta Jasiūnaitė      | LTU  | 58,86     |
| 8     | Tazzjana Chaladowitsch | BLR  | 58,84     |
| 9     | Carolina Visca         | ITA  | 53,52     |
| 10    | Emanuela Casadei       | ITA  | 50,55     |
| 11    | Victoria Hudson        | AUT  | 50,17     |